# Achterveld
Achterveld est un village situé dans la commune néerlandaise de Leusden, dans la province d'Utrecht. Le 1er janvier 2008, le village comptait 2 520 habitants.